# Route principale 8 (Suisse)
Pour les articles homonymes, voir H8 et Route 8.
La Route principale 8 est une route principale suisse reliant Saint-Gall à Brunnen. 

## Parcours
- Saint-Gall
- Herisau
- Lichtensteig
- Wattwil
- Rapperswil
- traversée du lac de Zurich
- Schwytz
- Brunnen